# Leanira robusta
Leanira robusta är en ringmaskart som beskrevs av Addison Emery Verrill 1885. Leanira robusta ingår i släktet Leanira och familjen Sigalionidae. Inga underarter finns listade i Catalogue of Life.